# Copa Interamericana
Copa Interamericana – puchar o który walczyły ze sobą najlepsze kluby CONMEBOL (zdobywca Copa Libertadores) i CONCACAF (zdobywca Pucharu Mistrzów CONCACAF). Mecze rozgrywano nieregularnie, a zarzucone zostały w momencie, gdy kluby strefy CONCACAF dopuszczono do rozgrywek organizowanych przez CONMEBOL.

## Lista mistrzów
Na pierwszym miejscu podany jest gospodarz pierwszego meczu. Zdobywca trofeum jest podkreślony i dodatkowo zaznaczony wytłuszczonym drukiem.
| Rok  | Klub                        | Kraj              | Klub                            | Kraj      | Mecze                      | Uwagi        |
| ---- | --------------------------- | ----------------- | ------------------------------- | --------- | -------------------------- | ------------ |
| 1968 | Deportivo Toluca            | Meksyk            | Estudiantes La Plata            | Argentyna | 1:2 i 2:1, dod. 0:3A       | grano w 1969 |
| 1971 | Cruz Azul Meksyk            | Meksyk            | Nacional Montevideo             | Urugwaj   | 1:1 i 1:2                  | grano w 1972 |
| 1972 | Olimpia Tegucigalpa         | Honduras          | Independiente Buenos Aires      | Argentyna | 1:2 i 0:2B                 | grano w 1973 |
| 1974 | Municipal Gwatemala         | Gwatemala         | Independiente Buenos Aires      | Argentyna | 0:1 i 1:0(dog) karne 2:4C  |              |
| 1975 | Atlético Español Meksyk     | Meksyk            | Independiente Buenos Aires      | Argentyna | 2:2 i 0:0, k. 2:4D         | grano w 1976 |
| 1977 | Boca Juniors Buenos Aires   | Argentyna         | Club América Meksyk             | Meksyk    | 3:0 i 0:1, dod. 1:2 (dog)E | grano w 1978 |
| 1979 | FAS Santa Ana               | Salwador          | Olimpia Asunción                | Paragwaj  | 3:3 i 0:5                  | grano w 1980 |
| 1980 | UNAM Meksyk                 | Meksyk            | Nacional Montevideo             | Urugwaj   | 3:1 i 1:3, dod. 2:1F       | grano w 1981 |
| 1985 | Defence Force Port-of-Spain | Trynidad i Tobago | Argentinos Juniors Buenos Aires | Argentyna | 0:1G                       | grano w 1986 |
| 1986 | LD Alajuelense Alajuela     | Kostaryka         | River Plate Buenos Aires        | Argentyna | 0:0 i 0:3                  | grano w 1987 |
| 1988 | Olimpia Tegucigalpa         | Honduras          | Nacional Montevideo             | Urugwaj   | 1:1 i 0:4                  | grano w 1989 |
| 1989 | Atlético Nacional Medellín  | Kolumbia          | UNAM Meksyk                     | Meksyk    | 2:0 i 4:1                  | grano w 1990 |
| 1990 | Olimpia Asunción            | Paragwaj          | Club América Meksyk             | Meksyk    | 1:1 i 1:2                  | grano w 1991 |
| 1991 | Puebla                      | Meksyk            | CSD Colo-Colo Santiago          | Chile     | 1:4 i 1:3                  | grano w 1992 |
| 1993 | Saprissa San José           | Kostaryka         | Universidad Católica Santiago   | Chile     | 3:1 i 1:5                  | grano w 1994 |
| 1994 | Cartaginés Cartago          | Kostaryka         | Vélez Sarsfield Buenos Aires    | Argentyna | 0:0 i 0:2                  | grano w 1996 |
| 1995 | Saprissa San José           | Kostaryka         | Atlético Nacional Medellín      | Kolumbia  | 2:3H                       | grano w 1997 |
| 1998 | DC United Waszyngton        | Stany Zjednoczone | CR Vasco da Gama                | Brazylia  | 0:1 i 2:0                  |              |

A. Dodatkowy mecz w Montevideo

B. Oba mecze rozegrano w Hondurasie (pierwszy w San Pedro Sula, a drugi w Tegucigalpie).

C. Oba mecze rozegrano w Gwatemali (w stolicy państwa Gwatemala).

D. Oba mecze rozegrano w Caracas.

E. Dodatkowy mecz w Meksyku.

F. Dodatkowy mecz w Los Angeles.

G. Mecz rozegrany w Port-of-Spain.

H. Mecz rozegrany w San José.

## Klasyfikacja klubów
| Klub                            | Kraj              | M | F |
| ------------------------------- | ----------------- | - | - |
| Independiente Buenos Aires      | Argentyna         | 3 | 0 |
| Nacional Montevideo             | Urugwaj           | 2 | 1 |
| Club América Meksyk             | Meksyk            | 2 | 0 |
| Atlético Nacional Medellín      | Kolumbia          | 2 | 0 |
| Olimpia Asunción                | Paragwaj          | 1 | 1 |
| UNAM Meksyk                     | Meksyk            | 1 | 1 |
| Argentinos Juniors Buenos Aires | Argentyna         | 1 | 0 |
| CSD Colo-Colo Santiago          | Chile             | 1 | 0 |
| DC United Waszyngton            | Stany Zjednoczone | 1 | 0 |
| Estudiantes La Plata            | Argentyna         | 1 | 0 |
| River Plate Buenos Aires        | Argentyna         | 1 | 0 |
| UNAM Meksyk                     | Chile             | 1 | 0 |
| Vélez Sarsfield Buenos Aires    | Argentyna         | 1 | 0 |
| Olimpia Tegucigalpa             | Honduras          | 0 | 2 |
| Saprissa San José               | Kostaryka         | 0 | 2 |
| Atlético Español Meksyk         | Meksyk            | 0 | 1 |
| Boca Juniors Buenos Aires       | Argentyna         | 0 | 1 |
| Cartaginés Cartago              | Kostaryka         | 0 | 1 |
| Cruz Azul Meksyk                | Meksyk            | 0 | 1 |
| Defence Force Port-of-Spain     | Trynidad i Tobago | 0 | 1 |
| FAS Santa Ana                   | Salwador          | 0 | 1 |
| LD Alajuelense Alajuela         | Kostaryka         | 0 | 1 |
| Municipal Gwatemala             | Gwatemala         | 0 | 1 |
| Deportivo Toluca                | Meksyk            | 0 | 1 |
| Puebla                          | Meksyk            | 0 | 1 |
| CR Vasco da Gama                | Brazylia          | 0 | 1 |

## Klasyfikacja państw
| Kraj              | Mistrzostwo | Finał |
| ----------------- | ----------- | ----- |
| Argentyna         | 7           | 1     |
| Meksyk            | 3           | 5     |
| Urugwaj           | 2           | 1     |
| Chile             | 2           | 0     |
| Kolumbia          | 2           | 0     |
| Paragwaj          | 1           | 1     |
| USA               | 1           | 0     |
| Kostaryka         | 0           | 4     |
| Honduras          | 0           | 2     |
| Brazylia          | 0           | 1     |
| Gwatemala         | 0           | 1     |
| Salwador          | 0           | 1     |
| Trynidad i Tobago | 0           | 1     |

## Klasyfikacja konfederacji
| Konfederacja | Mistrzostwo | Finał |
| ------------ | ----------- | ----- |
| CONMEBOL     | 14          | 4     |
| CONCACAF     | 4           | 14    |